# Penguen
Penguen (dt.: Pinguin) war eine wöchentlich erscheinende, türkische Satirezeitschrift mit Redaktionssitz in Istanbul. Sie wurde von ehemaligen Mitarbeitern der Satirezeitschrift LeMan im Jahre 2002 gegründet.
Die Zeitschrift wurde für ihre bissigen Karikaturen des Öfteren von der AKP-Regierung verklagt, dabei jedoch häufig freigesprochen. Im Jahre 2011 wurde der Zeichner Bahadir Baruter zu einer Gefängnisstrafe von einem Jahr verurteilt. Grund dafür war eine Karikatur, in der die Botschaft „Es gibt keinen Allah, Religionen sind Lügen“ stand. In höherer gerichtlicher Instanz wurde die Gefängnisstrafe revidiert und er wurde freigesprochen. Baruter wurde gemeinsam mit seinem Kollegen Özer Aydogan wegen einer Karikatur, die eine versteckt beleidigende Botschaft an Erdoğan enthalten haben soll, erneut zu einer Geldstrafe verurteilt.
Während der Proteste in der Türkei 2013 verwendete die Zeitschrift, angelehnt an ein Graffito von Banksy, als Logo einen vermummten Pinguin, der eine Blume wirft.
Im Mai 2017 veröffentlichte Penguen seine letzte Ausgabe. In der Auslands-Presse wurde dies auf fortschreitende Repressalien seitens der Regierung zurückgeführt. Auf seiner eigenen Website gab sich Penguen sehr ambivalent und führte auch wirtschaftliche Schwierigkeiten an.
Auf dem letzten Cover sieht man einen Pinguin, der mit aufgeschnallten Flügeln und der Sprechblase "her şey için teşekkürler" (dt.: Danke für alles) in den Sonnenuntergang fliegt. Der satirischen Subtext lässt offen, ob hier die „Flügel“ des Ikarus oder des Daidalos gemeint sind.